# Batu (Ostjava)
Batu (Javanisch: ꦏꦸꦛꦧꦠꦸ) ist eine indonesische Stadt (Kota) in der Provinz Jawa Timur, im Osten der Insel Java. Die Stadt mit ihren 215.000 Einwohnern (Stand 2021) liegt 90 km südwestlich von Surabaya und 15 km nordwestlich von Malang. Batu war früher ein Teil des Kabupaten Malang, bekam aber 2001 seinen eigenen Status als kreisfreie Stadt. Aufgrund seiner natürlichen Schönheit verglichen die Niederländer die Stadt mit den Staaten Mitteleuropas. Deswegen ist Batu berühmt als de Kleine Zwitserland oder die kleine Schweiz auf Java.

## Geographie
Das Gebiet der Stadt Batu liegt am Fuße vieler Berge auf einer Hochebene. Das Stadtgebiet liegt auf einer durchschnittlichen Höhe von 871 Metern über dem Meeresspiegel. Die durchschnittliche Lufttemperatur liegt zwischen 11 und 19 Grad Celsius und ist damit verhältnismäßig kühl für die Region. Batu ist von mehreren Bergen umgeben, darunter die 3000er Semeru, Arjuno und Welirang.
Mit einer Fläche von etwa 137 km² wird der größte Teil der Topographie der Stadt Batu von der Hochebene mit Hügeln und Tälern an den Hängen der Berge dominiert, unter anderem dem Arjuno-Welirang-Tal und dem Butak-Kawi-Pandermann-Tal. Nördlich des Stadtzentrums liegt der Raden Soerjo-Wald, ein geschütztes Waldgebiet.

### Klima
|                        | Jan  | Feb  | Mär  | Apr  | Mai  | Jun  | Jul  | Aug  | Sep  | Okt  | Nov  | Dez  |   |      |
| Mittl. Temperatur (°C) | 18,7 | 18,6 | 18,8 | 18,9 | 18,8 | 18,4 | 18   | 18,2 | 18,9 | 19,4 | 19,4 | 19   | ⌀ | 18,8 |
| Mittl. Tagesmax. (°C)  | 22,2 | 22,2 | 22,5 | 22,7 | 22,8 | 22,7 | 22,7 | 23,4 | 24,3 | 24,4 | 23,5 | 22,6 | ⌀ | 23   |
| Mittl. Tagesmin. (°C)  | 16,6 | 16,6 | 16,5 | 16,3 | 15,7 | 15   | 14,1 | 13,9 | 14,7 | 15,7 | 16,7 | 16,9 | ⌀ | 15,7 |
|                        |      |      |      |      |      |      |      |      |      |      |      |      |   |      |
| Niederschlag (mm)      | 524  | 498  | 465  | 295  | 145  | 77   | 56   | 40   | 61   | 152  | 330  | 446  | Σ | 3089 |
|                        |      |      |      |      |      |      |      |      |      |      |      |      |   |      |
| Sonnenstunden (h/d)    | 6,4  | 6,1  | 6,3  | 6,4  | 6,7  | 6,8  | 6,9  | 7,5  | 8,6  | 8,3  | 6,8  | 6,3  | ⌀ | 6,9  |
|                        |      |      |      |      |      |      |      |      |      |      |      |      |   |      |
| Regentage (d)          | 21   | 20   | 21   | 18   | 14   | 10   | 8    | 6    | 7    | 12   | 17   | 20   | Σ | 174  |
|                        |      |      |      |      |      |      |      |      |      |      |      |      |   |      |
| Luftfeuchtigkeit (%)   | 90   | 91   | 90   | 88   | 86   | 82   | 78   | 72   | 70   | 73   | 83   | 89   | ⌀ | 82,6 |

| 16,6 |

| 16,6 |

| 16,5 |

| 16,3 |

| 15,7 |

| 15 |

| 14,1 |

| 13,9 |

| 14,7 |

| 15,7 |

| 16,7 |

| 16,9 |

| 16,6 |

| 16,6 |

| 16,5 |

| 16,3 |

| 15,7 |

| 15 |

| 14,1 |

| 13,9 |

| 14,7 |

| 15,7 |

| 16,7 |

| 16,9 |

## Verwaltungsgliederung
Die Stadt Batu ist verwaltungstechnisch in drei Distrikte (Kecamatan) aufgeteilt: Batu (98.740 Einw.), Bumiaji (62.201 Einw.) und Junrejo (54.453 Einw.). Diese unterteilen sich weiter in 24 Dörfer, von denen fünf urbanen (städtischen) Typs (Kelurahan) und 19 ländlichen Dörfern (Desa).Stand 31. Dezember 2021

### Administrative Gliederung
| Code 2   | Kecamatan Distrikt | Ibu Kota Verwaltungssitz | Fläche (km²) | Volkszählung 2020 1 | Volkszählung 2020 1 | Volkszählung 2020 1 | Anzahl der Dörfer | Anzahl der Dörfer | Namen der Dörfer (Kelurahan kursiv)                                                                   |
| Code 2   | Kecamatan Distrikt | Ibu Kota Verwaltungssitz | Fläche (km²) | Einwohner 3         | 0Dichte 40          | Sex Ratio 5         | Desa 6            | Kel. 7            | Namen der Dörfer (Kelurahan kursiv)                                                                   |
| -------- | ------------------ | ------------------------ | ------------ | ------------------- | ------------------- | ------------------- | ----------------- | ----------------- | --- |
| 35.79.01 | Batu               | Sisir                    | 45,46        | 96.921              | 2.132,0             | 101,1               | 4                 | 4                 | Ngaglik, Oro, Pesanggrahan, Sidomulyo, Sisir, Songgokerto, Sumberejo, Temas                           |
| 35.79.02 | Bumiaji            | Punten                   | 127,98       | 61.020              | 476,8               | 101,3               | 0                 | 9                 | Bulukerto, Bumiaji, Giripurno, Gunungsari, Pandanrejo, Punten, Sumberbrantas, Sumbergondo, Tulungrejo |
| 35.79.03 | Junrejo            | Junrejo                  | 25,65        | 55.105              | 2.148,3             | 102,3               | 1                 | 6                 | Beji, Dadaprejo, Junrejo, Mojorejo, Pendem, Tlekung, Torongrejo                                       |
| 35.79    | Kota Batu          | Pesanggrahan             | 199,09       | 213.046             | 2.070,1             | 101,5               | 5                 | 19                | |

## Demographie
Ende 2021 lebten in Batu 215.394 Menschen, davon 107.028 Frauen und 108.366 Männer. Die Bevölkerungsdichte beträgt 1.109,3 Personen pro Quadratkilometer. Zur Volkszählung 2020 belegte Batu Platz 58 in der Liste der bevölkerungsreichsten Städte.
94,8 Prozent der Einwohner sind Muslime, 3,60 Prozent Protestanten, 1,16 Prozent Katholiken. Der Anteil der Buddhisten und Hindus liegt unter einem Prozent. Von der Bevölkerung waren 41,54 % ledig und 50,53 % verheiratet.

## Wirtschaft
Batus Wirtschaft wird weitreichend vom Tourismus- und Landwirtschaftssektor getragen. In der Landwirtschaft ist die Stadt eines der größten in Apfelanbaugebiete in Indonesien.  Diese Stadt wird daher nicht nur die kleine Schweiz, sondern auch Stadt der Äpfel genannt. Die verbreitetsten Apfelsorten sind Manalagi, Rome Beauty, Anna und Wangling. Wegen der geografischen Lage in der Hochebene produziert die Stadt Batu ebenfalls viel Gemüse und Knoblauch.

## Tourismus
Batu ist ein Touristenmagnet mit vielen schönen Ecken und Sehenswürdigkeiten, die zu verschiedenen Aktivitäten einladen. Folgende Sehenswürdigkeiten bietet die Stadt.
- Die Stadtparks Jawa Timur 1-3
- Das Bagong Adventure
- Eco Green Park
- Batu Night Spectacular
- Predator Fun Park
- Museum Angkut Movie Star Studio